# Chorizagrotis variegata
Chorizagrotis variegata là một loài bướm đêm trong họ Noctuidae.